# Incendis forestals de Califòrnia de 2025
Els incendis forestals de Califòrnia del 2025 són una sèrie d'incendis forestals en curs que afecten l'àrea metropolitana de Los Angeles i les regions circumdants a partir del 7 de gener del 2025, aquests estan associats amb condicions meteorològiques que incloïen vents huracanats de Santa Ana, humitat molt baixa i condicions de sequera perllongada que van portar a un perill extrem d'incendi. Els funcionaris meteorològics van designar la tempesta de vent associada com a potencialment la més severa que va afectar la regió des de la tempesta de vent del comtat de Davis de 2011, cosa que va provocar diverses advertències rares de situacions particularment perilloses. Les condicions van provocar diversos talls d'electricitat i van provocar múltiples incendis forestals, com ara l'incendi de Palissades, l'incendi d'Eaton i l'incendi de Hurst.

## Meteorologia
L'esdeveniment juntament amb els característics vents de Santa Ana, els quals solen ser d'una intensitat excepcional. Hi va haver ràfegues de vent que d'entre 80 i 130 km/h) en àrees urbanes dels comtats de Los Angeles i Ventura, incloent-hi la Vall de Sant Gabriel i la Conca de Los Angeles, que en esdeveniments anteriors s'havien vist menys afectats a causa de la menor altitud. Es va preveure que les zones de més elevació experimentarien condicions encara més extremes, amb vents d'entre 130 i 160 km/h.
La vegetació seca va agreujar les condicions perilloses, ja que moltes àrees del sud de Califòrnia travessaven una sequera extrema, amb l'inici més sec de la temporada de pluges registrat i el període de nou mesos més àrid abans de l'arribada del fenomen eòlic i els incendis subsegüents.
L'oficina del Servei Meteorològic Nacional de Los Angeles va qualificar la tempesta de vent com a potencialment "mortal" i "molt perillosa". El NWS va advertir que els vents "s'intensificarien a nivells perillosos" a partir de la tarda del 7 de gener, amb una durada estimada fins a principis del 8 de gener al sud de Califòrnia. A més, el NWS va alertar que els vents "destructius" podrien causar talls generalitzats d'electricitat i la caiguda d'arbres. Es va predir que seria la "tempesta de vent més destructiva vista a la regió des de 2011".
El NWS va emetre el seu advertiment més greu, la "Bandera Roja amb Situació Particularment Perillosa", per als comtats de Los Angeles i Ventura, alertant sobre un risc extrem d'incendis. Aquest advertiment va subratllar el perill d'un ràpid creixement i comportament erràtic dels incendis a causa de la combinació de vents intensos i nivells d'humitat extremadament baixos. Des de finals de l'estiu del 2024, el sud de Califòrnia havia experimentat una creixent aridesa, ja que els sistemes de tempestes van afectar principalment el nord-oest del Pacífic. Per a finals de desembre de 2024, gran part del comtat de Los Angeles havia entrat en una fase de sequera moderada, cosa que va augmentar la vulnerabilitat als incendis a causa de la vegetació assecada en el que normalment és la temporada humida de la regió.
El matí del 7 de gener, un anemòmetre a Magic Mountain Truck Trail a Santa Clarita va informar velocitats del vent de 84 milles per hora (135 km/h), Escondido Canyon va reportar 62 milles per hora (100 km/h) i l'aeroport de Van Nuys en va informar 55 milles per hora (89 km/h), segons el Servei Meteorològic Nacional. El NWS va informar a les 6:19 pm PST que la tempesta de vent podria convertir-se en l'esdeveniment de vent més fort del sud de Califòrnia el 2025, especialment a les seves valls.

## Preparació

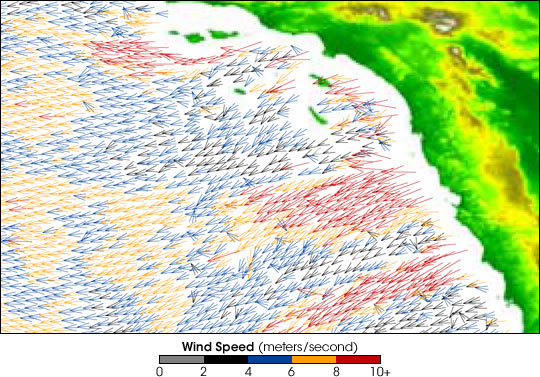
Imatge referencial que mostra la velocitat dels vents de Santa Ana.

El desembre de 2024, la cap del Departament de Bombers de Los Angeles, Kristin Crowley, va advertir sobre la disminució de la capacitat de resposta a emergències del departament després d'una reducció pressupostària de 18 milions de dòlars. Les retallades, aprovades per l'alcaldessa de Los Angeles, Karen Bass, van afectar principalment el programa d'hores extres variables del departament ("V-Hours"), amb una reducció d'aproximadament $7 milions del pressupost d'hores extres que tradicionalment finançava la capacitació, la prevenció d'incendis i les funcions essencials de resposta a emergències. Segons el memoràndum de Crowley, les retallades pressupostàries també van reduir l'entrenament de pilots exigit per la FAA i el personal de coordinació d'helicòpters per a l'extinció d'incendis forestals, els equips d'excavadores responsables de crear tallafocs i línies de control al voltant dels incendis forestals, i la Secció de Capacitació i Planificació d'Incidents Crítics responsable de desenvolupar plans de resposta a emergències importants, que va enfrontar recursos reduïts. La capacitat del departament de bombers per mantenir acords automàtics i d'ajut mutu amb altres jurisdiccions també es va veure compromesa.
El 6 de gener, el governador de Califòrnia, Gavin Newsom, va anunciar que enviaria 65 camions de bombers, set helicòpters, set camions cisterna i 109 efectius per fer front a qualsevol incendi forestal que pogués sorgir. Per part seva, l'alcaldessa de Los Angeles, Karen Bass, ha instat els residents a mantenir-se allunyats dels cables elèctrics caiguts i ha destacat el risc que la tempesta de vent es convertís en una de les més intenses dels últims deu anys.
Southern California Edison, el principal proveïdor d'electricitat de la zona, va anticipar possibles talls d'electricitat que afectarien fins a 400.000 dels seus 5 milions de clients a Califòrnia, i va proposar de tallar el subministrament elèctric per evitar que s'iniciessin incendis a causa dels equips defectuosos. San Diego Gas & amp; Electric també va declarar que tallaria el subministrament elèctric abans de l'aparició de fenòmens meteorològics extrems.
El 7 de gener, el Districte Escolar Unificat de Santa Mònica-Malibú va anunciar el tancament de totes les seves escoles a Malibú "a causa del deteriorament de les condicions climàtiques i preocupacions de seguretat". Per la seva banda, el Districte Escolar Unificat de Los Angeles va informar que traslladaria temporalment algunes escoles a Pacific Palisades i reduiria les activitats a l'aire lliure per protegir els estudiants dels vents. A més, es van tancar trams de la Pacific Coast Highway a causa del perill que representaven els forts vents per a la seguretat del trànsit.
Abans dels possibles incendis forestals, es van omplir els 114 tancs que formen part de la infraestructura hídrica de Los Angeles.
El Centre Nacional Interinstitucional de Bombers va elevar el nivell de preparació nacional a 2, permetent l'ús exigent dels actius federals.

## Cronologia

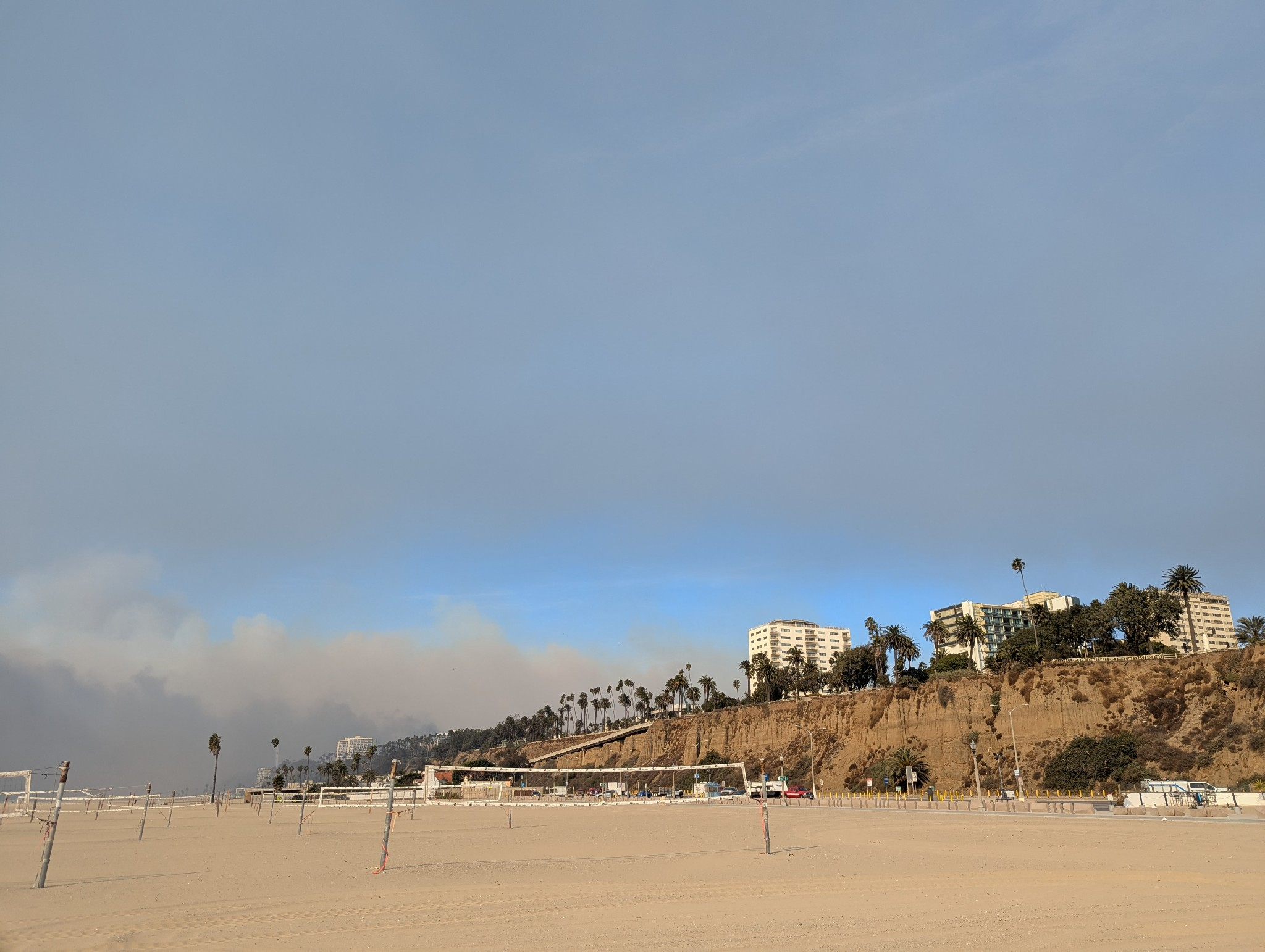
Fum dels incendis forestals del sud de Califòrnia vistos des del sender per a bicicletes davant de la platja Santa Monica.

El 7 de gener, durant l'inici de la tempesta de vent, la ciutat de Los Angeles va declarar l'estat d'emergència en previsió de vents forts. El Districte de Gestió de la Qualitat de l'Aire de la Costa Sud va emetre un advertiment de tempesta de pols per a diversos comtats del sud de Califòrnia, advertint que els forts vents podrien portar pols i terra a l'aire, permetent la seva inhalació.
Una conferència de premsa programada amb el president dels Estats Units, Joe Biden, a la Vall de Coachella, per signar les proclamacions del Monument Nacional Chuckwalla i el Monument Nacional Sáttítla Highlands, va ser cancel·lada a causa dels vents intensos. Desenes d'arbres van ser incendiats a tota la Vall de Sant Gabriel, fins i tot a Pasadena.
Al migdia, el succés va provocar talls d'electricitat a més de 20.000 clients. Southern California Edison va implementar talls d'electricitat preventius a gran escala a mesura que la tempesta de vent s'intensificava, afectant milers de clients a tota la regió, per tal de reduir el risc que els equips elèctrics causessin nous incendis. La companyia de serveis públics va continuar monitoritzant les condicions per a possibles apagades addicionals, assenyalant que aquesta mesura representava la tercera acció preventiva d'aquest tipus en els darrers tres mesos.
Diversos vols es van endarrerir a causa de la intensitat dels vents i es va advertir als pilots que no volessin a prop del terreny. L'Administració Federal d'Aviació va ordenar una parada temporal de les activitats terrestres a l'Aeroport Hollywood Burbank, després que fortes ràfegues de vent van obligar a múltiples intents d'aproximació frustrada. Southwest Airlines va desviar o cancel·lar diversos vols dels forts vents presents als aeroports d'Ontario i Burbank.

## Incendis forestals
La intensitat extrema de la tempesta de vent, combinada amb la vegetació seca a causa de la prolongada sequera, va fer que els incendis s'expandissin ràpidament. A més, les brases voladores van causar incendis aïllats a grans distàncies.

### Incendi de Palisades

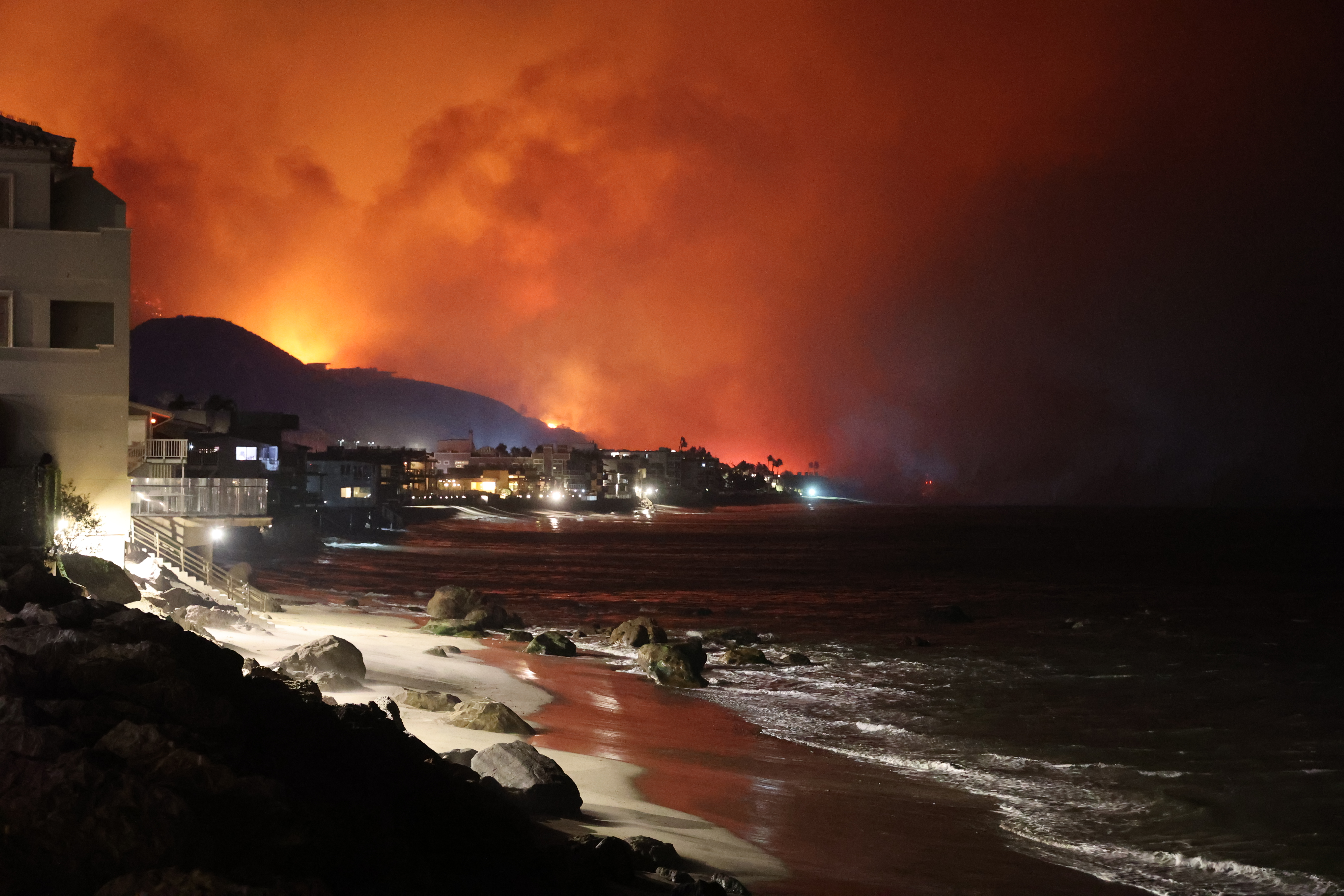
L'incendi de Palissades vist des de la costa

Un important incendi, denominat Incendi de Palisades, es va iniciar a prop del veïnat Pacific Palisades a Los Angeles i es va expandir ràpidament fins a abastar 5,000 acres (2,000 ha; 7.8 sq mi; 20 km2) Aquest incendi va requerir evacuacions obligatòries al llarg de seccions de la Pacific Coast Highway i àrees circumdants, i el Centre de Recreació Westwood va servir com a refugi d'emergència. Al migdia, es va informar que l'incendi s'estava expandint a un ritme equivalent a "tres camps de futbol de terra per minut", i els bombers intentaven treballar malgrat els forts vents. Es van emetre ordres d'evacuació immediata per als residents de Santa Mònica que viuen al nord de Sant Vicent Boulevard. A les 12:11 pm PST del 8 de gener, la ciutat de Malibú va instar tots els residents que encara no s'havien anat a preparar per evacuar pel fet que l'incendi no estava contingut. Es van donar ordres d'evacuació per al barri de Brentwood, a Los Angeles. A la 1:23 pm PST del 8 de gener, l'incendi havia cremat 15,832 acres (6,407 ha; 24.738 quadrats milles; 64.07 km².

### Incendi d'Eaton
Poc després de les 6:15 pm PST del 7 de gener, es va reportar per primera vegada un incendi forestal a Eaton Canyon, a la regió d'Altadena - Pasadena, conegut com l'Eaton Fire, amb una extensió inicial de 20 acres (8,1 ha; 0,1 km²). A les 7:12 pm, el foc ja havia crescut a almenys 200 acres (80,9 ha; 0,8 km²), i la capitana de bombers del comtat de Los Angeles, Sheila Kelliher, va advertir que l'incendi seguiria expandint ràpidament a causa de la tempesta de vent que continuava. En sis hores, l'incendi d'Eaton havia crescut fins a una mida de 1.000 acres. Les Terrasses del Parc Marí van evacuar 95 persones grans, i les imatges mostren molts en cadires de rodes i vestint només bates. Les evacuacions es van ampliar posteriorment a Pasadena i al nord de Sierra Madre i Arcadia. El Centre Mèdic AltaMed i diverses residències a Hastings Ranch van quedar "envoltats de flames". El 8 de gener a les 10:36 PST, l'incendi havia aconseguit 10,600 acres. Al migdia, el foc va començar a avançar cap a zones residencials de Pasadena. Es va ordenar l'evacuació de tota La Cañada Flintridge. Cinc persones van morir en l'incendi.

### Incendi de Hurst

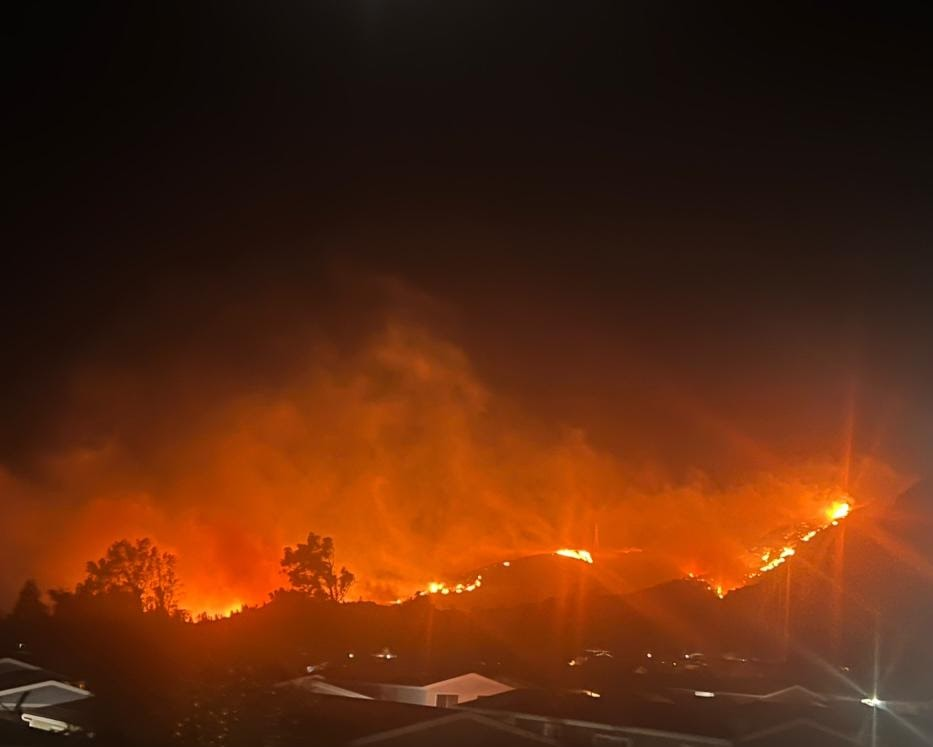
Vista cap a l'oest de l'incendi de Hurst presa a les 10:26 pm des de Oakridge Manufactured Home Park.

A les 10:10 pm PST, el Departament de Bombers de Los Angeles va informar que l'incendi forestal al nord de Sylmar, conegut com l'"Incendi de Hurst", havia aconseguit les 50 acres (20,2 ha; 0,2 km²) i presentava una "velocitat de propagació extremadament ràpida". emetre múltiples ordres d'evacuació immediata per a totes les àrees al nord de l'autopista Foothill, entre Roxford Street i la intersecció de la Interestatal 5 amb la Ruta Estatal de Califòrnia 14. del 8 de gener, l'incendi havia aconseguit 700 acres.

### Altres Incendis
- A les 5 del matí, es va desencadenar un incendi en un campament de persones sense llar ubicat a la llera del riu Santa Ana, on diversos habitatges improvisats, una casa rodant i diversos vehicles van ser consumits per les flames. El foc es va estendre a un acre abans de ser controlat pels bombers, sense que es registressin ferits.[28]
- Hores després, els bombers van respondre a un incendi forestal a les rodalies de Hollywood Hills al comtat de Los Angeles, prop de Sunset Boulevard.[1] Encara que l'incendi es va extingir poc després d'iniciar-se.[29]
- A les 3:44 pm PST, es va informar d'un incendi forestal denominat Gulch Fire al nord de Santa Clarita, prop de Dry Gulch Mountainway i Sant Francisquet Canyon Road. L'incendi es va limitar a un acre de superfície.[30]
- A les 9:06 pm PST, es va reportar un incendi forestal a Pasadena, que a les 9:16 pm ja havia aconseguit les tres acres. Les brases generades pel foc van provocar incendis localitzats que van posar en perill les estructures properes al veïnat.[31]
- Aproximadament a les 6:15 PST, el va ocórrer un incendi forestal prop de Woodley, cremant almenys 75 acres prop del Sepulveda Basin.[20]
- A les 10:44 PST, es va informar d'un incendi a la ciutat d'Olivia, el qual es va estendre al llarg de la costa de Ventura. L'incendi es va expandir a un total d'11 acres i es va reportar un ferit.[32][33]
- Al comtat de Lidia, es va reportar un incendi al voltant de la 1:10 pm PST. Aquest va consumir 50 acres en una hora. Es van emetre ordres d'evacuació per a algunes zones properes a Acton.[34] El sistema de transport Metrolink va suspendre el servei a la zona.[35]

## Impacte
Es van atribuir almenys cinc morts als incendis forestals i es va informar que més de 100 estructures van ser destruïdes i van deixar nombroses persones damnificades. Es van registrar diversos casos de cremades, i un bomber de 25 anys va patir una "lesió greu al cap". Aproximadament a les 9:00 pm PST, diverses víctimes de cremades van arribar caminant al restaurant Duke's Malibu, on van rebre atenció mèdica abans de ser traslladades a hospitals.

#### Danys estructurals
Segons les estadístiques de Wildfire Alliance, l'incendi de Palissades va ser, per molt, el més devastador a la regió de Los Angeles, amb almenys 1.000 estructures destruïdes. Va superar l' incendi de Sayre, que va arrasar amb 604 estructures el 2008, i l'incendi de Bel Air, que va destruir gairebé 500 cases el 1961.
Reel Inn, un restaurant de marisc de 36 anys d'antiguitat, va ser destruït per l'incendi de Palissades, fet que va ser confirmat pels propietaris hores després. L' escola secundària Palisades Charter High School va ser "embolicada" pel foc després que l'incendi forestal arribés al lloc aproximadament a les 4 pm (hora estàndard del Pacífic). Pel que se sabia, no hi havia ningú a les instal·lacions de l'escola pel fet que hi havia vacances d'hivern, de la mateixa manera la vegetació propera a la Villa Getty es va cremar, encara que no es reportessin danys estructurals fins a les 5:20 pm PST. L'incendi també es va estendre a l'escola primària Palisades Charter. Diverses propietats davant de la platja a Malibú van ser destruïdes per l'incendi forestal. Desenes de cotxes abandonats a les carreteres durant les evacuacions van quedar completament cremats, i les excavadores van haver de treure diversos vehicles del camí perquè els bombers poguessin accedir a les zones en flames. L'incendi d'Eaton va destruir el Temple i Centre Jueu de Pasadena. El periodista de CBS News, Jonathan Vigliotti, va informar que "gairebé tot ha desaparegut" al centre de Pacific Palisades, excepte el centre comercial local, i va descriure els danys com a "incomprensibles". També ha informat que les brases dels incendis existents estaven sent "arrossegades més d'una milla" per la forta tempesta de vent i creant incendis puntuals. El Malibu Feed Bin i el Pierson Playhouse del Theater Palisades van ser destruïts a l'incendi de Palisades.

#### Apagades massives
La nit del 7 de gener, es va estimar que uns 50.000 clients es van veure afectats per talls d'electricitat, amb 28.300 interrupcions a càrrec del Departament d'Aigua i Energia de Los Angeles i 21.699 talls gestionats per Southern California Edison.
Només a l'àrea metropolitana de Los Angeles, el número va augmentar a més de 200.000 al voltant de les 9:30 pm PST, amb talls informats a Los Angeles, Glendale, Pasadena i Burbank. El 8 de gener, els talls d'electricitat a l'àrea metropolitana de Los Angeles van aconseguir prop de 400.000 de persones.

#### Problemes amb la qualitat de l'aire
Els vents van arrossegar el fum dels incendis forestals per Los Angeles, cosa que va provocar diverses pagines que mitjancen l'índex de qualitat de l'aire el cataloguessin com a "molt insalubre", mentre que PM2,5 de l'estació ES de Harrison arribava als 184,1 µg/m³, cosa que és 36,8 vegades el valor de referència anual de l'Organització Mundial de la Salut. La qualitat de l'aire va aconseguir un punt màxim de 569 µg/m³ a la regió, la qual cosa representa la categoria més perillosa i obliga a evitar tota activitat a l'aire lliure per a qualsevol persona. La pneumòloga d'UCLA Health, May-Lin Wilgus, esperava que els residents de Los Angeles patissin ardor i irritació als ulls a causa del fum concentrat, i informo els residents amb problemes de salut subjacents, com podrien ser l'MPOC i l'asma, a evitar qualsevol activitat a l'aire lliure i tancar totes les portes i finestres mentre l'aire condicionat estigui encès.
Marqueece Harris-Dawson, la presidenta de l' Ajuntament de Los Angeles, va informar que la visibilitat havia caigut a menys d'una quadra al sud de Los Angeles i va instar els residents a evitar conduir quan fos possible.

#### Tancament d'escoles
Almenys dinou districtes escolars de Los Angeles van anunciar el tancament d'escoles a causa de les condicions extremes de la tempesta. La Universitat Pepperdine va tancar els campus de Calabasas i Malibú.

#### Afectacions a Indústria de l'entreteniment
Degut als forts vents i el perill d'incendi, Amazon MGM Studios i Universal Pictures van cancel·lar les estrenes de les pel·lícules Wolf Man i Unstoppable, que estaven previstes per projectar-se a Hollywood. Universal Studios va tancar el seu parc temàtic Universal Studios Hollywood i Universal CityWalk. La 31ª edició dels premis del Sindicat d'Actors de Cinema va cancel·lar l'anunci en viu dels seus nominats i, al seu lloc, va publicar la llista mitjançant un comunicat de premsa. La 30a edició anual dels premis Critics' Choice Awards, prevista per al 12 de gener a Santa Mònica, es va posposar al 26 de gener Diverses seus d'entreteniment i centres de producció de Hollywood van ser tancats, la qual cosa va provocar l'ajornament de la producció de diversos programes i pel·lícules com Grey's Anatomy, NCIS, NCIS: Origins, Hacks, Ted Lasso, Jimmy Kimmel Live!, Després de mitjanit, Fallout, On Call i L' última corista.

#### Saquejos a habitatges afectats
La policia local va reportar que almenys dues persones van ser detingudes per saqueig en vivendes afectades pels incendis forestals.

## Resposta

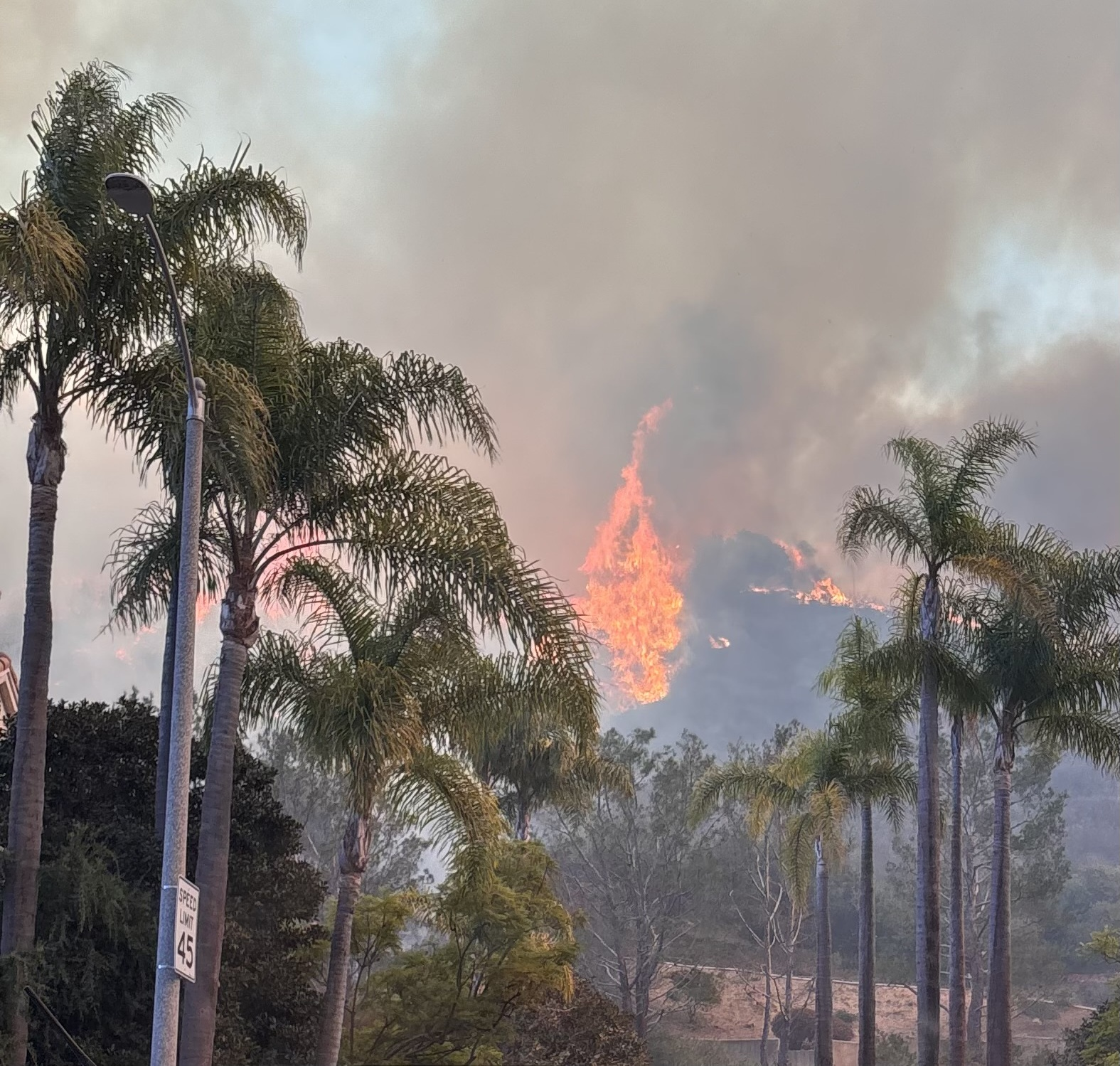
Imatge de l'Incendi de Palisades vist des de baix.

El personal d'extinció d'incendis va informar que diversos hidrants contra incendis a Pacific Palisades presentaven poc o cap flux d'aigua durant els esforços inicials per controlar l'incendi de Palisades. La directora executiva del Departament d'Aigua i Energia de Los Angeles, Janisse Quiñones, ha indicat que tots els hidrants de la zona "es van assecar" al voltant de les 3 am (hora del Pacífic) del 8 de gener. L'esgotament dels tancs d'aigua va empitjorar la manca de pressió a les línies troncals de la ciutat, dificultant el transport d'aigua a àrees més altes. A més, els bombers no van poder arribar a les estacions de bombament per assistir al trasllat d'aigua, ja que el foc s'estenia sense control. Quiñones va informar que la resposta als incendis va causar "una demanda tremenda en el nostre sistema [d'aigua]", i els subministraments d'aigua per combatre els incendis "es van buidar tres vegades en menys de 24 hores". El Departament de Bombers es va veure obligat a afegir 75 peus cúbics per segon a les línies d'aigua per mantenir prou pressió d'aigua. Els bombers van recórrer a delegar personal de construcció per transportar tancs d'aigua a les zones que els requerien. El director d'Obres Públiques del Comtat de Los Angeles, Mark Pestrella, va sol·licitar que els residents evacuats tanquin les seves línies d'aigua i gas perquè es pugui destinar més aigua als esforços per combatre l'incendi.
El Departament de Bombers del Comtat de Los Angeles va emetre sol·licituds urgents perquè els bombers dels comtats de Ventura, Orange, San Luis Bisbe i Santa Bárbara ajudin en els esforços d'extinció d'incendis. Els bombers i els serveis d'emergència d'Oregon, Nevada i Washington van viatjar per ajudar les tasques d'extinció de l'incendi. El cap del Departament de Bombers del Comtat de Los Angeles, Anthony Marrone, va informar que no hi havia prou personal d'extinció d'incendis entre els 29 departaments de bombers del comtat per combatre els incendis forestals.
Les ràfegues de vent cada cop més intenses a les 7 pm PST del 7 de gener van provocar la paralització massiva d'avions d'extinció d'incendis, cosa que va impedir que els bombers brindessin suport aeri per frenar la propagació dels incendis forestals. Els moviments sobtats en la direcció de les ràfegues de vent van complicar encara més les tasques d'extinció de l'incendi i van posar en risc diferents zones.
El Rose Bowl de Pasadena va ser designat refugi d'evacuació per a animals grossos, i la Societat Protectora d'Animals de Pasadena va ser designada refugi d'evacuació corresponent per a animals petits.
Al migdia del 8 de gener, el governador de Califòrnia, Gavin Newsom, va desplegar la Guàrdia Nacional de Califòrnia. El president dels Estats Units, Joe Biden, va ordenar al Departament de Defensa que proporcioni personal i equips per combatre incendis. Es van desplegar helicòpters de la Marina dels EE. UU. des de San Diego, i la Guàrdia Nacional de Nevada i el Servei Forestal dels Estats Units van desplegar camions de bombers per combatre els incendis forestals.

### Reaccions
- La regidora de Los Angeles, Traci Park, va afirmar que els incendis forestals van ser "una pèrdua devastadora per a tot Los Angeles". El xèrif del comtat de Los Angeles, Robert G. Luna, va condemnar els intents de saqueig enmig dels incendis forestals i va advertir que qualsevol que s'aprofités del foc per robar a les àrees afectades: "... "T'atraparan, t'arrestaran i et processaran".[45]
- El governador de Califòrnia, Gavin Newsom, va instar els residents a seguir les ordres d'evacuació i va declarar a l' administració entrant de Trump que "no sóc aquí per jugar a la política" després que es va comunicar amb el president Joe Biden per rebre assistència federal contra incendis "sense política, sense laments, sense besar els peus". Més tard va cancel·lar el seu viatge a Washington, DC, on havia planejat assistir al servei commemoratiu de Jimmy Carter.
- El president Joe Biden va oferir tota l?ajuda federal necessària per sufocar l?incendi ocorregut a Palissades.[47] A banda, la vicepresidenta Kamala Harris truco a la gent a parar atenció a les orientacions dels funcionaris locals.[48]
- Els residents locals van començar a criticar de manera massiva per mitjà de les xarxes socials els funcionaris de la ciutat de Los Angeles i el Departament d'Aigua i Energia (DWP) per la seva falta de preparació per mantenir un subministrament i flux d'aigua adequat a tota la ciutat
- El desenvolupador immobiliari i segon candidat a l'alcaldia de Los Angeles del 2022, Rick Caruso, va criticar durament Karen Bass i la seva inadequada infraestructura d'extinció d'incendis a Los Angeles, assenyalant com és que diversos bombers no van poder apagar el foc de les residències i negocis que s'incendiaven als voltants.[8]